# The Main Ingredient
The Main Ingredient é uma banda norte-americana de música soul e R&B formada em 1964 no Harlem, Nova York, que ficou famosa com o hit "Everybody Plays the Fool" de 1972.
Após a morte de Cuba, em abril de 2017, o grupo se afastou, mas em janeiro de 2018, o grupo retornaram.

## História
O grupo foi formado em Akin Wilson no Harlem, Nova York em 1964 como um trio chamado The Poets, composto do vocalista Donald McPherson, Lutero Simmons, Jr., e Tony Silvester. Eles fizeram sua primeira gravação de som e reprodução para a dupla Leiber e Stoller da gravadora Red Bird, mas logo mudou seu nome para The Insiders e assinou com a RCA. Depois de um par de singles, que mudou seu nome mais uma vez em 1968, desta vez definitivamente para The Main Ingredient, tomando o nome de uma Coca-Cola.
O novo grupo, em seguida, juntou-se com o produtor Bert DeCoteaux, que tinha um sentido da luxúria, da música soul orquestrando a direção que tomariam na década de 1970. Sob sua direção, o grupo chegou a Billboard R&B/Hip-Hop Songs pela primeira vez em 1970 com "You've Been My Inspiration.". A versão cover dos The Impressions "I'm So Proud" entrou no Top 20, e "Spinning Around (I Must Be Falling in Love)"  entrou no Top 10. Eles marcaram de novo com o hino "Black Seeds Keep on Growing," mas a tragédia os golpeou em 1971: McPherson, adoeçe com leucemia, e morre inesperadamente. Atordoados, Silvester e Simmons se reagrupam com o novo vocalista Cuba Gooding, Sr. que era backing vocal em algumas de suas gravações anteriores e tinha substituído McPherson em uma turnê durante sua breve doença.
A era de Gooding começou auspiciosamente bastante com os milhões de vendas de "Everybody Plays the Fool", que alcançou o número dois nas paradas de R&B e número três na Billboard Hot 100 e se tornou o maior hit do grupo. Vendeu mais de um milhão de cópias e foi premiado com um disco de ouro pela RIAA em setembro de 1972. O álbum Bitter Sweet, tornou-se seu primeiro hit no Top 10 da parada de álbuns de R&B, e sua continuação, de 1973 Afrodisiac, apresentou várias canções escritas ou co-escritas por Stevie Wonder, embora não tenha emplacado grandes sucessos nas paradas de singles. Elas alcançaram o número 8 na lista de R&B em 1974 com "Just Don't Want to Be Lonely", que vendeu mais de um milhão de cópias.

## Falecimento de Cuba Gooding, Sr
Cuba Gooding, Sr morreu em 20 de abril de 2017.
Entre o Top 10 esteve "Happiness Is Just Around the Bend", que não escreveram. Em 1975, o grupo gravou várias canções co-escritas por Leon Ware, incluindo "Rolling Down a Mountainside". Até este ponto, no entanto, Silvester estava abrigando outras ambições, ele lançou um álbum solo chamado Magic Touch desse ano, e deixou o grupo para formar uma equipe de produção com Bert DeCoteaux.

## Depois do sucesso
Silvestre foi substituído por Carl Tompkins, e Gooding partiu para uma carreira solo pela Motown em 1977, que produziu dois álbuns; Simmons, por sua vez, deixou a indústria da música para trabalhar como corretor. Gooding, Silvester e Simmons se reuniram como o Main Ingredient em 1979, e gravaram mais dois álbuns, de 1980 Ready for Love e de 1981 I Only Have Eyes For You(este último apresentou uma pequena batida de "Evening of Love"). O trio se reuniu para uma segunda turnê, em 1986, com o single "Do Me Right" no flop, e Simmons voltou ao seu trabalho na banda. Ele foi substituído por Jerome Jackson na gravação de I Just Wanna Love You. Na versão cover de Aaron Neville no Top Ten Fevival de "Everybody Plays the Fool", Gooding retomou sua carreira solo e lançou seu terceiro álbum em 1993. Silvester Simmons reorganizou a banda em 1999 com novo vocalista Carlton Blount, esta formação gravou Pure Magic em 2001. Gooding é o pai de Cuba Gooding Jr., ator vencedor do Óscar de melhor ator coadjuvante pelo filme Jerry Maguire.
Silvester morreu após uma luta de seis anos contra um mieloma múltiplo em 27 de novembro de 2006, aos 65 anos.

## Discografia

### Álbuns
- 1970: The Main Ingredient L.T.D. (RCA)
- 1970: Tasteful Soul (RCA)
- 1971: Black Seeds (RCA)
- 1972: Bitter Sweet (RCA)
- 1973: Afrodisiac (RCA)
- 1974: Euphrates River (RCA)
- 1975: Rolling Down a Mountainside (RCA)
- 1975: Shame on the World (RCA)
- 1977: Music Maximus (RCA)
- 1980: Ready for Love (RCA)
- 1981: I Only Have Eyes for You (RCA)
- 1989: I Just Wanna Love You (Polydor)
- 2001: Pure Magic (Magnatar)

### Coletâneas
- 1974: Greatest Hits (RCA)
- 1976: Super Hits (RCA)
- 2005: Everybody Plays the Fool: The Best of the Main Ingredient (RCA)
- 2007: The Spinning Around: Singles 1967-1975 (Kent Soul)

### Singles
- 1970: "You've Been My Inspiration"
- 1970: "I'm Better off Without You"
- 1970: "I'm So Proud"
- 1971: "Spinning Around (I Must Be Falling in Love)"
- 1971: "Black Seeds Keep on Growing"
- 1972: "Everybody Plays the Fool"
- 1972: "You've Got to Take It (If You Want It)"
- 1973: "You Can Call Me Rover"
- 1973: "Girl Blue"
- 1974: "Just Don't Want to Be Lonely"
- 1974: "Happiness Is Just Around the Bend"
- 1974: "California My Way"
- 1975: "Rolling Down a Mountainside"
- 1975: "The Good Old Days"
- 1976: "Shame on the World"
- 1976: "Instant Love"
- 1986: "Do Me Right"
- 1989: "I Just Wanna Love"
- 1990: "Nothing's Too Good for My Baby"